# Charles Van Lerberghe
Charles Van Lerberghe (Gand, 21 ottobre 1861 – Bruxelles, 26 ottobre 1907) è stato un poeta, drammaturgo e scrittore belga.

## Biografia
Perse il padre a sette anni e la madre a quattordici; crebbe in un ambiente provinciale e dominato dalla paura e da un cattolicesimo malsano; studiò, insieme ai futuri scrittori Maurice Maeterlinck e Grégoire Le Roy, nel collegio gesuitico di Sainte Barbe. Dell'oppressione di questi ricordi si liberò con la sua prima pubblicazione, Les flaireurs: breve, incalzante ed angoscioso dramma che decretò la nascita del teatro simbolista. Da allora, i suoi sforzi si concentrarono essenzialmente sulla poesia, e sul tentativo di evocare una bellezza impalpabile, appena presagita e subito scomparsa, di decifrare i messaggi più segreti e appaganti della natura e di cantare, con un linguaggio sempre più essenziale e cristallino, la gioia di vivere. Dopo una prima raccolta di liriche, Entrevisions, Van Lerberghe reinventò, nella luce del panteismo, il mito della genesi, del peccato originale e della ribellione a Dio: La chanson d'Ève è da molti ritenuto il punto culminante del Simbolismo . Scrisse alcuni racconti intrisi di mistero e di magia, e tornò al teatro con Pan: una commedia irriverente, in cui s'invita l'uomo a recuperare il rispetto della natura che lo circonda. Fu il primo esempio di quella drammaturgia del grottesco che ha dominato la produzione belga del ‘900, da Fernand Crommelynck a Michel de Ghelderode, e l'ultimo scritto di Van Lerberghe che, poco tempo dopo, sarebbe morto in una clinica di Bruxelles, dov'era stato ricoverato a seguito di una congestione cerebrale.